# Bruno Montelongo
Bruno Montelongo Gesta (ur. 12 września 1987 w Montevideo) to urugwajski piłkarz występujący na pozycji obrońcy w hiszpańskim klubie Córdoba CF. Urugwajczyk jest wychowankiem River Plate, w którego barwach w 2007 roku zadebiutował w dorosłym futbolu. 26 sierpnia 2010 roku został wypożyczony do Milanu. Kolejnym klubami w jego karierze były Bologna FC oraz Peñarol. W 2012 roku powrócił do River Plate. Posiada także włoski paszport.